# M (kislemez)
Az M a dél-koreai Big Bang együttes első kislemeze a MADE című albumról. Az együttes összesen négy kislemezt jelentet meg, 2015 szeptemberéig havonta egyet. A kislemez megjelenésével egy időben, 2015. május 1-jén az együttes két videóklipet adott ki, a Loser és a Bae Bae című dalokhoz. A két dal 10 koreai slágerlistát vezetett, és tíz országban volt első az iTunes Store letöltési listáján is. A Loser videóklipjét nyolc óra alatt hárommilliószor nézték meg a YouTube-on.

## Számlista
| #  | Cím            | Dalszöveg               | Zene                    | Arranger | Hossz |
| -- | -------------- | ----------------------- | ----------------------- | -------- | ----- |
| 1. | Loser          | Teddy, T.O.P., G-Dragon | Teddy, Taeyang          | Teddy    | 3:46  |
| 2. | Bae Bae        | G-Dragon, Teddy, T.O.P. | G-Dragon, Teddy, T.O.P. | Teddy    | 2:53  |
| 3. | Loser (inst)   |                         |                         |          |       |
| 4. | Bae Bae (inst) |                         |                         |          |       |

## Slágerlista-helyezések
A Loser három nap alatt háromszor érte el az úgynevezett all-killt, azaz Dél-Korea minden online zenei slágerlistáján egy időben volt első helyezett a napi, heti és a valós idejű listákon is. A Loser első helyezést ért el a Billboard World Digital Songs listáján, Koreában pedig hét slágerlistán több mint egy hétig első helyezett volt.